# Сандро Боттічеллі
Са́ндро Боттіче́ллі (італ. Sandro Botticelli; 1445 — 17 травня 1510) — італійський живописець флорентійської школи. Справжнє ім'я — Алессандро ді Маріано ді Ванні Філіпепі (Alessandro di Mariano di Vanni Filipepi).

## Біографія

### Походження і навчання
Народився в сім'ї ремісника, батько обробляв шкіри. Боттічеллі — прізвисько, один зі старших братів Сандро був дуже гладкий, тому його прозвали Botticelli («Барильце», «Бочонок»), згодом його прізвисько перейшло на Сандро. Першу згадку про Сандро знайшли в податковій відомості батька за 1458 р. Один з братів займався ювелірством і, ймовірно, він і дав хлопцю перші навички малюнку.
Навчання продовжив у живописця Філіппо Ліппі (бл. 1406—1469). Ліппі, монах-кармеліт, був на той час відомим художником, автором добре знаних зображень мадонн. Пізніше свої численні варіанти мадонн зробить і Боттічеллі.

### Перші твори
У 1470 р. отримав перше значне замовлення — алегорії для залу суду Торговельної гільдії. Працював поряд з Антоніо Поллайолою. Серед перших самостійних творів — Святий Себастьян для церкви Санта Марія Маджоре. Почалися перші замовлення з інших міст — за документами художник працював у місті Піза (каплиця Короновані, де створив фреску, зруйнована). Є відомості, що приїздив до Угорщини, де теж малював фрески в місті Естергом.

### Двір Лоренцо Медічі
До 1475 року відносять створення картини «Поклоніння волхвів» на замовлення банкіра Джованні Ламі, близького до дому Медічі. Ламі й розповів про талановитого молодого митця могутній родині.
Зближення з двором Лоренцо Медічі та гуманістами, які гуртувались навколо нього, зумовило появу в творчості Боттічеллі рис поетичної вишуканості та нервової екзальтації (численні мадонни, фрески Сикстинської капели в Римі, 1481 — 83, портрети). Образи античної міфології набувають у нього своєрідної казковості, меланхолійної чарівності («Весна», бл. 1478, і «Народження Венери», бл. 1485, у Флоренції). Гострота бачення і тонка поетичність — два крила творчості Боттічеллі. Він глибоко зазирнув у духовний світ людини і, зіставивши його з дійсністю, визнав сум та біль природними людськими почуттями та відтворив їх у своїх полотнах.

### Талановитий портретист

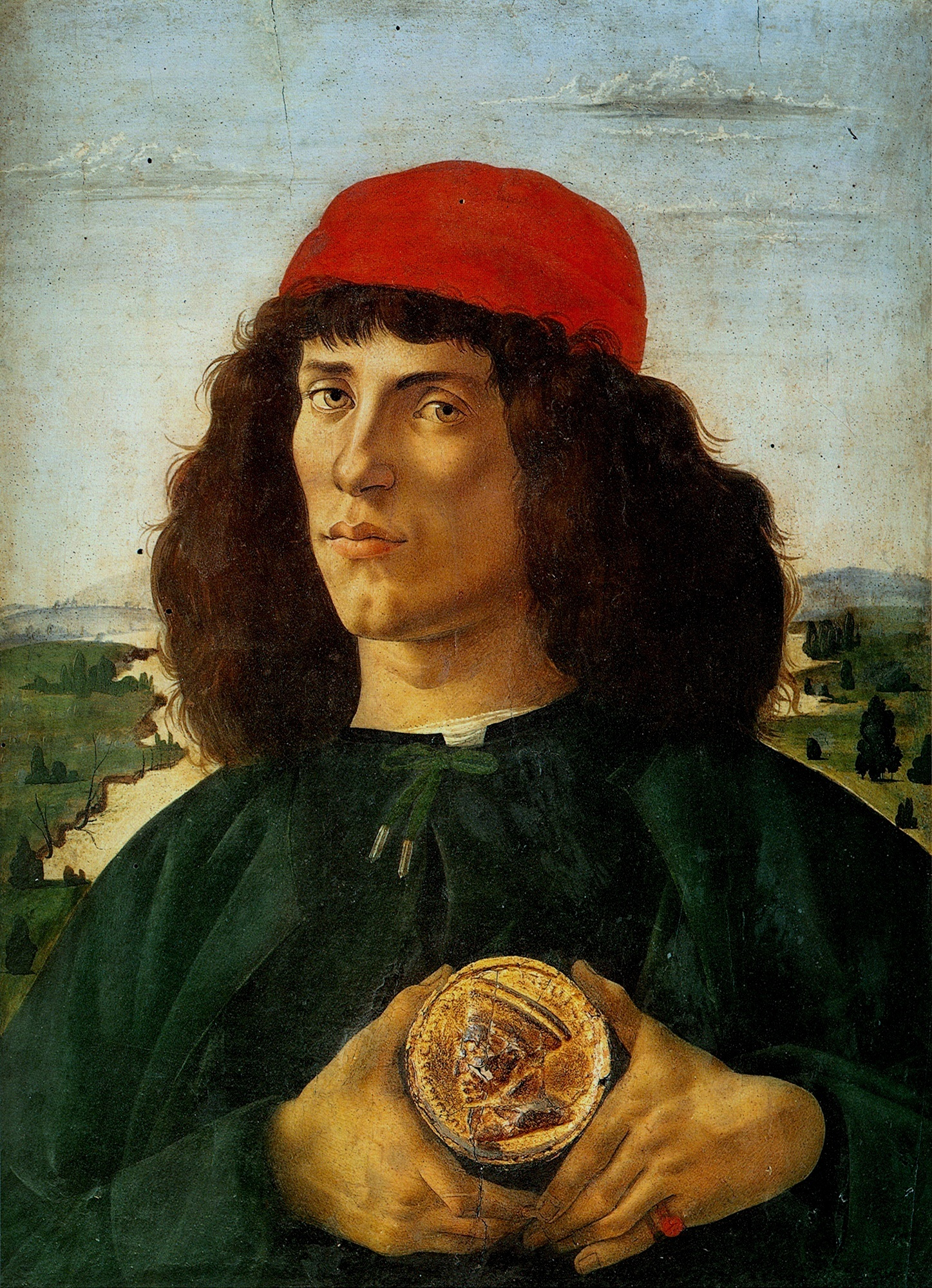
Портрет невідомого з медаллю Козімо Медічі Старшого, 1475 р., Уффіці

Боттічеллі належав до відомих портретистів доби. На відміну від реалістичних чи буденних зображень Філіппіно Ліппі, Доменіко Гірландайо, П'єтро Перуджіно — Сандро Боттічеллі гостро відтворив внутрішній світ своїх сучасників, світ суперечностей, невдоволення і важких духовних пошуків. Численні портрети створив художник і на своїх фресках. Навіть милування зовнішньою красою облич янголів не завадило Боттічеллі нагородити їх сумом, нервовістю, болісним передчуттям майбутніх лихих часів. Серед характерних портретів Ботічеллі — портрет юнака з золотою медаллю в руках, ймовірно, зображення свого старшого брата Антоніо, ювеліра. Невеликі за розмірами портрети Боттічеллі відрізняються гостротою характеристик і намаганням точно відтворити складний внутрішній світ сучасників.

### «Вигнанка» Боттічеллі

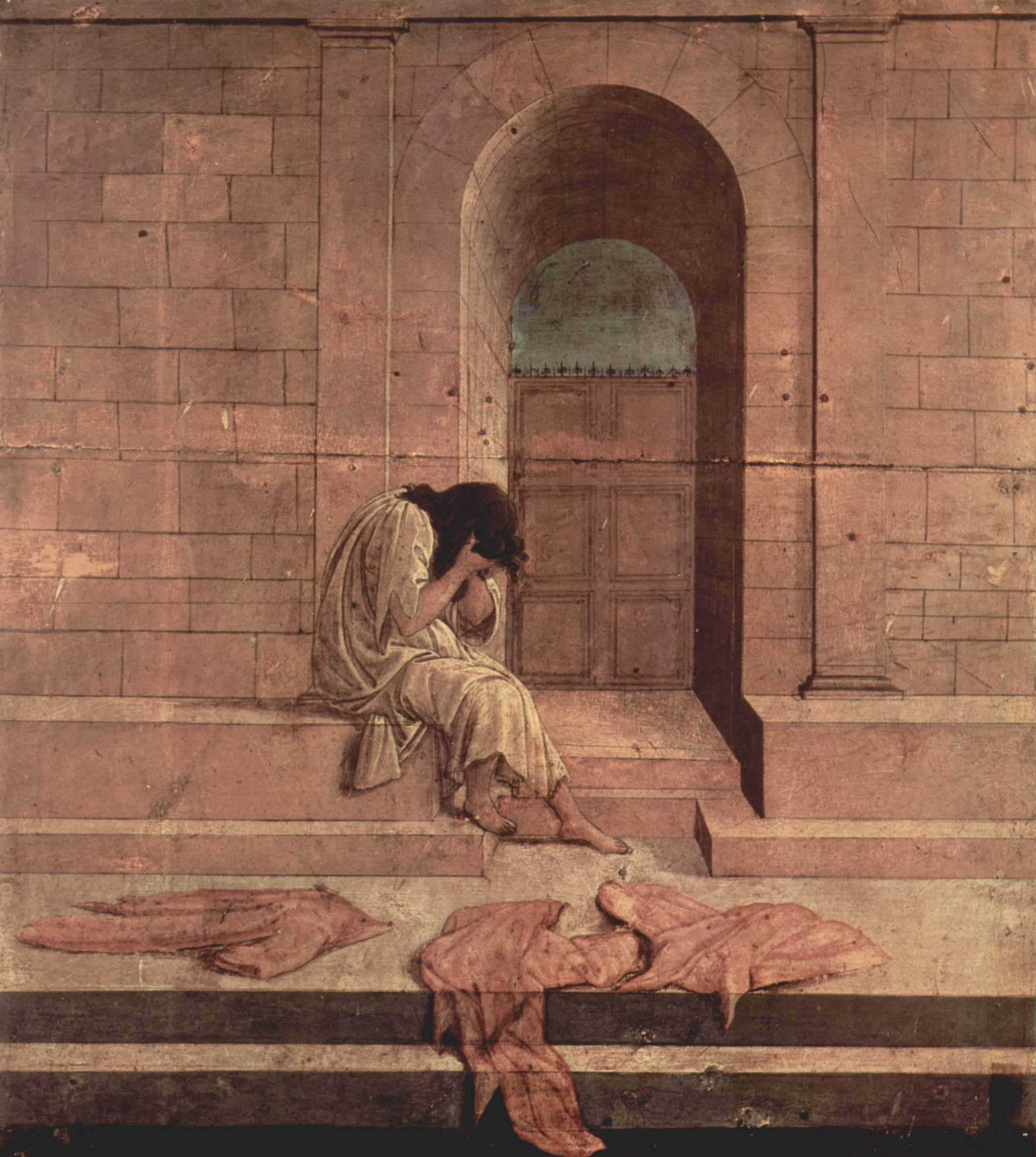
Худ. Боттічеллі. Вигнанка, 1495 р., Рим

Особливо це відображено в маленькій картині «Вигнанка» або «Покинута». У Боттічеллі мало картин з однією постаттю, якщо це не портрет. Вигнанка гірко плаче перед порталом заможної оселі, повернутої на вулицю фасадом-фортецею. Перші поверхи будинків Флоренції XV століття відводили під склади, комори. Вони мали дуже маленькі вікна, які до того ж захищали міцними ґратами. Більші вікна мали 2-й і 3-й поверхи. В картині Боттічеллі навіть перший поверх палаццо не має вікон. І це посилює відчуженість, ворожість домівки, що нещодавно була рідною для вигнанки. А розкиданий одяг свідчить, що була бійка, яка закінчилася ще однією людською трагедією.

### «Весна» або «Прімавера»

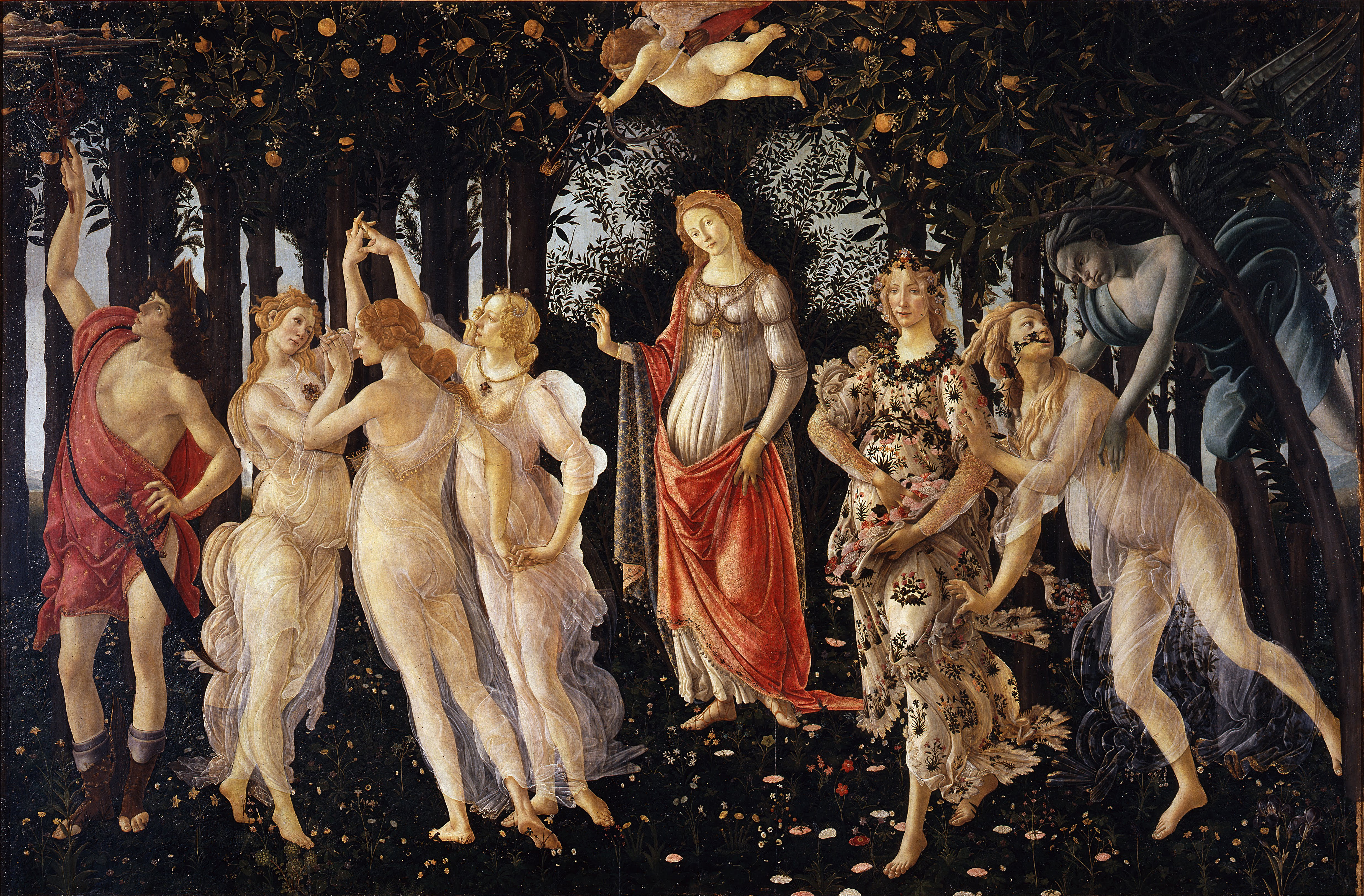
«Весна» Боттічеллі

З художньої спадщини, що дійшла до нас, особливо вражає «Весна» — данина алегоричності тогочасного мистецтва. Відродження природи втілено художником в образі молодої дівчини, яка розкидає з подолу квіти. Філософічність цього образу не викликає сумнівів: момент оновлення життя поєднує минуле й теперішнє, їх законам підвладна і людина. Боттічеллі «Народження Венери», де виникла з піни морської прекрасна богиня ковзає по поверхні моря до берега, поєднало два ідеали жіночої краси — античний та ренесансний. Підкреслений ліризм, романтизм загальної атмосфери картини мають суто світський характер, позначений інтересом до особистості. Під пензлем Боттічеллі світ виступає у нескінченності своїх метаморфоз, у притаманному йому прагненні найповнішого здійснення.
Створений Боттічеллі тип жіночої краси — скорботний, з ніжним блідим обличчям і широко розплющеними очима — властивий персонажам міфологічних композицій та мадоннам. Соціальні заворушення у Флоренції в 1490-х pp. і палкі промови Савонароли мали великий вплив на творчість Боттічеллі, яка набула виняткової драматичної напруженості. Він створив серію сповнених справжнього трагізму і великої поетичної сили малюнків до «Божественної комедії» Данте, картину «Наклеп» (бл. 1494, Флоренція). Релігійний аскетизм і глибокий сум позначають пізні картини Боттічеллі («Сцени з життя св. Зіновія», Дрезден; «Смерть Лукреції», Бостон; «Різдво», Лондон, та ін.).

### Смерть
Художник помер у віці 65 років і був похований на цвинтарі церкви Оньїсанті, неподалік від дому, де народився.

## Забутий художник
На початку XVI ст. слава Боттічеллі серед сучасників зблякла і він не мав популярності, незважаючи на великі досягнення й досвід. Це був показник зміни суспільних настроїв, появи одинаків-геніїв на кшталт Леонардо да Вінчі, Мікеланджело, Рафаеля, творчість яких набула нечуваного престижу і відсувала в минуле багатьох відомих майстрів XV ст. Коли королева Ізабелла Кастильська обирала художника Флоренції для виконання свого замовлення, то відкинула кандидатуру Боттічеллі як непрестижну й немодну. Після смерті Боттічеллі його швидко забули майже на 300 років.

## Повернення художника в історію мистецтв

Народження Венери, бл. 1485. Уффіці, Флоренція

Твори Боттічеллі зустрічались в мистецьких колекціях. Але навіть наявність фресок Боттічеллі в Сікстинській капелі, центрі католицизму, довгий час не сприяла поверненню авторитету художника. Боттічеллі віднесли до другорядних майстрів, стилістика яких нічим не відповідала стилістиці бароко, рококо, класицизму, відомим мистецьким течіям протягом 300 років.
Увага до забутих майстрів і їх переоцінки відродилась в добу романтизму XIX ст., коли запанували індивідуалізм та ідея про перевагу особистих почуттів над іншими. Свій внесок зробили і послідовні історичні пошуки в XIX ст., і відкриття переваг в творах забутих на століття майстрів, і налагодження антикварної торгівлі. З провінційних церков і вілл вивозять призабуті картини. З вілли Костелло у Флоренцію привезли «Народження Венери», визначний твір художника. Частку картин Боттічеллі викупили англійці і перевезли в Британію. Реставрують фрески Боттічеллі на вілли Леммі, які у 1870-ті роки купує музей Лувр . В кінці XIX століття в Німеччині і Британії друкують перші значні книги про творчість майстра. Відновленню авторитету художника сприяв і мистецтвознавець Джон Раскін. А художники-прерафаеліти зробили майстрів дорафаелівського часу своїми вчителями і попередниками. Почесне місце серед них посів і Боттічеллі.
На честь Боттічеллі названо кратер на Меркурії.

## Вибрані твори Боттічеллі в музеях світу

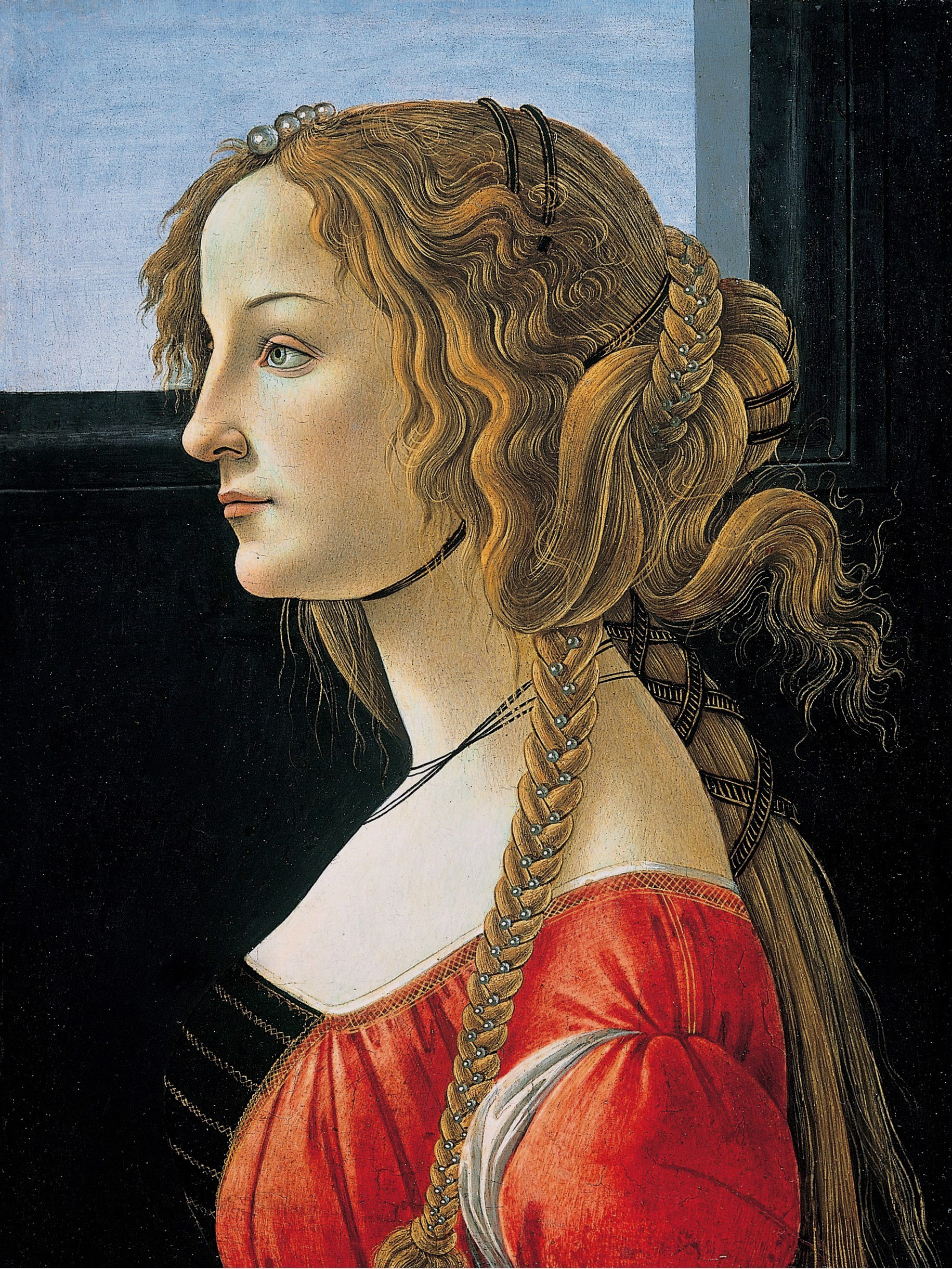
Портрет Симонетти Веспуччі
(бл. 1476–1480) Державні музеї, Берлін

- «Мадонна Корсіні», Нац. Галерея, Вашингтон, США
- «Мадонна Євхарістії», Музей Гарднер, Бостон
- «Народження Венери» (Весна), Уффіці, Флоренція
- «Джованна Альбіцці і алегорії її переваг», фреска, Лувр, Париж
- «Портрет Джуліано Медічі», Академія Каррара, Бергамо
- «Юність Мойсея», фреска в Сікстинській капелі, Ватикан
- «Юнак з медаллю Козімо Медічі в руках», Уффіці, Флоренція
- «Венера і Марс», Національна галерея, Лондон
- «Благовіщення», Музей образотворчих мистецтв імені Пушкіна, Москва
- «Святий Себастьян», «Портрет Сімонетти Веспуччі», Державні музеї, Берлін
- «Сцени з життя Святого Зіновія», Метрополітен-музей, Нью-Йорк
- «Портрет Сімонетти Веспуччі», Музей Штеделя, Франкфурт на Майні
- «Мадонна з немовлям», Музей Жакмар-Андре, Париж
- Фрески Сікстинської капели, Рим

## Вибрані ілюстрації Боттічеллі доБожественної комедіїДанте

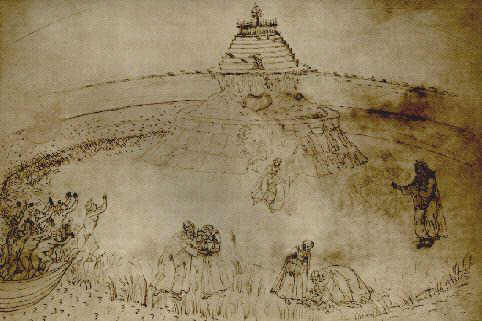
Чистилище I
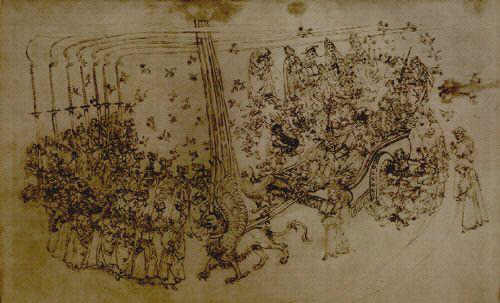
Чистилище XXX
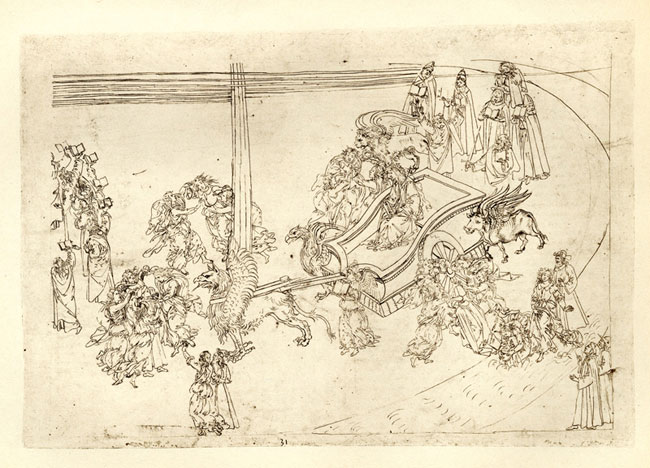
Чистилище XXXI
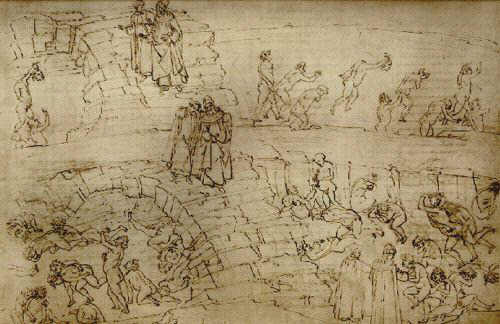
Пекло XXIX